# Приханкайская равнина
Приханкайская равнина или низменность — самая крупная равнинная территория в Приморском крае России, расположенная на его юге и занимающая около 20 % площади. В других источниках упоминается также как Уссури-Ханкайская равнина. На северо-западе, западе и юго-западе подпирается Восточно-Маньчжурскими горами, на востоке отрогами гор Сихотэ-Алинь. На севере равнина упирается в озеро Ханка, а на юге переходит в долину реки Раздольной. Преобладающие высоты 70-80 м.
На сегодняшний день является наиболее обжитой частью не только Приморья, но и всего Дальнего Востока России. На юге равнины стоит город Уссурийск. Равнина является крупной территорией выращивания злаков, риса и сои.
Климат равнины умеренный муссонный. Район относится к районам Приморья с высокой степенью геодинамической опасности.

## Рельеф и геологическое строение

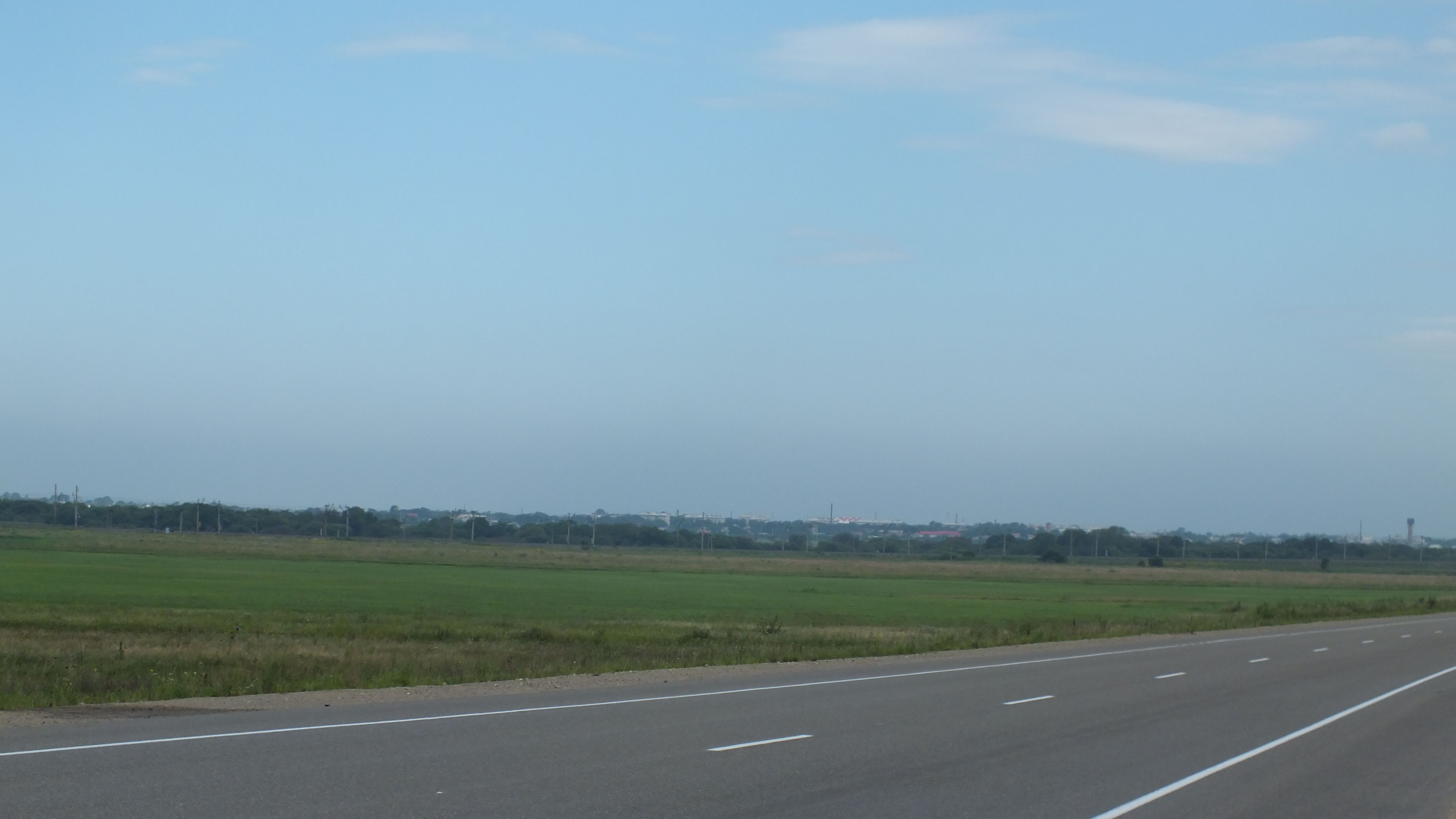
Рельеф равнины в районе села Михайловка.

Рельеф равнины представляет расположенная в её центре Приханкайская низменность, по периферии которой расположены слаборасчленённые долинами рек террасы. Встречаются отдельные сланцевые сопки и мелкогорные возвышенности. Протягивается равнина более чем на 250 километров, от водораздела реки Суйфун на юге до устья реки Большая Уссурка на севере. Имеет абсолютную высоту 50-70 м, полого наклонена к северу. По периферии располагаются увалы с абсолютными отметками высот в 70-150 м. Среди равнины возвышаются как отдельные холмы, так и группы холмов с относительными превышениями до 150 м.
Геологическое строение равнины характеризуется эоценовыми, эоцен-олигоценовыми и олигоценовыми, в большинстве случаев угленосными отложениями палеогеновой системы кайнозойской группы. В районе Ханки представлены конгломераты, гравелиты, песчаники, алевролиты, аргиллиты и бурые угли палеогеновой и неогеновой систем. Широко представлены интрузивные породы: граниты, гранодиориты, диориты. Встречаются значительные континентальные отложения (каменные угли, песчаники и другие). Равнину пересекают многочисленные разломы.
Из полезных ископаемых на равнине разведаны: металлические — олово, вольфрам, редкие металлы; неметаллические — плавиковый шпат, полудрагоценные и поделочные камни; минерально-строительное сырьё — камень строительный, известняки, глины, песок и песчано-гравийная смесь; горючие ископаемые — каменный уголь, бурый уголь.

## Климат

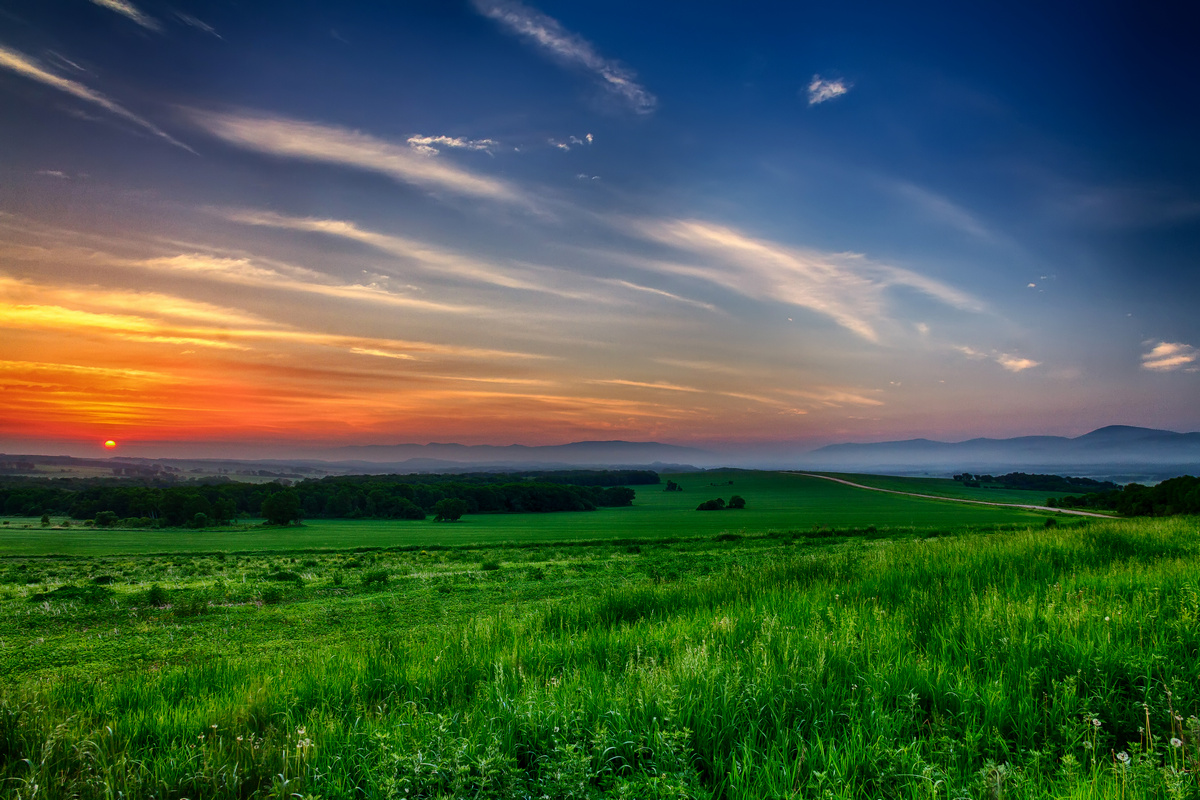
Летнее утро на восточной окраине Приханкайской равнины

Климат Приханкайской равнины умеренный муссонный. Характеризуется континентально-муссонной циркуляцией атмосферы. Лето тёплое и влажное со средними температурами июля 19-22 °С, зима сухая и холодная: средняя температура января −20 — −22 °С. Летом преобладают южные ветра с Тихого океана, а зимой северные, приносящие холодную, но ясную погоду с континентальных районов. Основная особенность — летом обильные осадки и туман. Лето — пора тайфунов, эти тропические циклоны каждый год посещают край, нанося порой огромный ущерб инфраструктуре края и сельскому хозяйству.
Практически в центре равнины, на увалисто-холмистой местности, расположена метеостанция «Хороль». Согласно её многолетним данным средняя годовая температура воздуха составляет 4,4 °С. Самый холодный месяц — январь, со среднемесячной температурой −15,7 °С. Самый тёплый — август (20,7 °С). Абсолютный максимум (37,4 °С) температуры зарегистрирован в августе 1949 года. Абсолютный минимум в январе 1951 года — −36,2 °С. Безморозный период длится в среднем 165 дней.
Среднегодовое количество осадков — 589 мм. Наибольшее месячное количество осадков выпадает в августе (118 мм), наименьшее в январе (9 мм). Максимальное суточное количество осадков (138 мм) было зарегистрировано в августе 1943 года. Среднемесячная относительная влажность воздуха: от 62 % (в марте, апреле) до 82 % (в июле, августе). Преобладающее направление ветра — южное (29 % за год). Среднегодовая скорость — 3,4 м/с. Максимальная скорость ветра (40 м/с) зафиксирована в апреле 1960 года.
На юге равнины, рядом с её переходом в горную местность Сихотэ-Алинского хребта, летняя температура чуть выше (средняя температура августа — 21 °С), а зимняя холоднее (-17,5 °С в январе). Безморозных дней меньше — 160. Среднемноголетнее количество осадков за год составляет 643 мм. Относительная влажность за год меняется незначительно и равняется 69 %.
В северо-восточной части Приханкайской равнины в долине реки Сорочевка среднегодовые августовские температуры ещё чуть выше — 21,3 °С; январские ниже — −18,9 °С. Безморозный период длится около 150 дней. Среднегодовое количество осадков составляет 670 мм. Среднемесячная относительная влажность воздуха колеблется от 62 % (в апреле) и до 82 % (в августе). Преобладающим направлением ветра становится северное (23 %).
| Янв, °C | Абс мин, °C | Осадки дек-фев, мм | Зима, мес | Июль/авг, °C | Абс макс, °C | Осадки июнь-авг, мм | Лето, мес | Т год, °C | Осадки год, мм | Ветер год, м/с |
| −14…-18 | −36…-46     | 25-55              | ≥4,5      | 20,5…21      | 37…41        | 290—330             | ≥3,5      | 4,0…5,0   | 550—660        | 2,0-3,6        |
| ------- | ----------- | ------------------ | --------- | ------------ | ------------ | ------------------- | --------- | --------- | -------------- | -------------- |

## Гидрография
В центре равнины находится озеро Ханка, окружённое горами. Граница водосборного бассейна проходит: на западе — по территории с абсолютными высотами 600—700 м, на востоке — по хребту Западный Синий и северной части Шкотовского плато, входящих в зону низкогорного рельефа Сихотэ-Алиня, на юге водоразделом выступает Хорольский мелкогорный массив. Озеро Ханка — самое крупное озеро Приморского края. Форма озера — грушевидная с расширением в северной его части. Площадь поверхности воды непостоянна, она меняется в зависимости от климатических условий. В максимуме достигает 5010 км², в минимуме — 3940 км². Длина озера — около 90 км, наибольшая ширина — 67 км. В озеро Ханка впадает 24 реки, вытекает же только одна — Сунгача, которая соединяет его с Уссури, а та в свою очередь с Амуром. Озеро Ханка является мелким водоёмом со средней глубиной 4,5 м и преобладающими глубинами 1-3 м, наибольшая глубина составляет 10,6 м. Вода в озере мутная, что объясняется частыми ветрами и вследствие этого сильным перемешиванием. В среднем сток в озеро равен 1,94 км³ за год, из озера около — 1,85 км³.
|                             |  |                                  |  |                           |
| Западный берег Ханки весной |  | Ханкайские плавни. Цветение воды |  | Ханка близ Камня-Рыболова |

Важнейшими реками региона являются Комиссаровка (площадь бассейна — 2310 км²), Мельгуновка (площадь бассейна — 3510 км²), Илистая (площадь бассейна — 5470 км²) и Спасовка (площадь бассейна — 1260 км²).
Река Комиссаровка до села Ильинка протекает среди гор, далее — по равнине. Главные притоки: река Мраморная (правый берег, длина 42 км) и река Пограничная (левый берег, длина 44 км). Ниже Ильинки долина реки выражена неясно, ширина поначалу составляет 3,5-4,0 км, далее увеличивается до 6,0-8,0 км. Глубина меняется от 0,3-0,5 м на перекатах до 1,8-2,1 м на плёсах. Дно песчаное, берега крутые и обрывистые. Распределение стока неравномерно (98 % приходится на апрель-ноябрь). Естественный режим реки нарушен из-за наличия большого количества оросительных систем (используются для рисосеяния). В 1960-е годы на реке было построено небольшое водохранилище. Зимой замерзает (ледостав длится около 140 дней).
Река Мельгуновка только в нижнем своём течении протекает по Приханкайской равнине, которая представляет в этой местности кочковатый, местами заболоченный луг, с суглинистым и торфяным грунтом. Её главные притоки Молоканка (левый берег, 55-й км, длина 63 км) и Криничная (правый берег, 39-й км, длина 22 км). Всего в неё впадает около 600 рек, большинство из которых малые водотоки (до 10 км). Пойма в нижнем течении 7-8 км в ширину. Левобережье сильно изрезано оросительными каналами. У села Мильгуновки пойма используется под рисовые поля. Ширина реки изменяется от 15 до 50 м. Преобладающая глубина в межень 1-1,5 м, наибольшая — 5 м. Ежегодно происходит разлив реки.
Основные притоки Илистой: Малая Илистая, Снегуровка, Абрамовка, Осиновка. Долина реки ниже высоты Синий Гай представляет собой сплошной заболоченный массив с зарослями камыша. Река имеет смешанное питание с преобладанием дождевого. Весеннее половодье хорошо выражено. Паводки наблюдаются в августе (иногда до 5 в течение тёплого периода). Большие паводки вызывают наводнения. Продолжительность ледостава около 130 дней. Весенний ледоход начинается в начале апреля и продолжается около 5 дней. Воды реки используются для орошения рисовых полей.
|             |  |          |  |         |
| Мельгуновка |  | Спасовка |  | Илистая |

## Природные зоны
Большую часть равнины занимает лесостепь, которая является изолированным участком Даурско-Маньчжурской лесостепной области. Ландшафты Приханкайской равнины довольно сложно классифицировать по типу местности. Для восточной части характерны низменно-равнинные и пойменные типы местности с вейниково-осоковыми, осоковыми и крупнотравными болотами на глеево-торфянистых почвах. Для широких долин в среднем течении рек характерны ильмовые и ясеневые леса на аллювиальных почвах. Вокруг озера Ханка развиты болота общей площадью в несколько тысяч квадратных километров.
Современная структура ландшафтов Приханкайской равнины сформировалась под воздействием множества факторов и подразделяется на два крупных ландшафта (равнинно-луговой и горно-лесной), пять местностей и 31 урочище. Среди местностей выделяют: озёрно-аккумулятивные низкие равнины, озёрно-аккумулятивные высокие равнины, останцово-денудационные равнины, мелкогорья и плоские увалы, низкогорья.

## Растительный мир
|                                 |  |                            |  |         |
| Лотос в Ханкайском заповеднике. |  | Ясенец белый района Ханки. |  | Паслён. |

Территория равнины плотно заселена и подверглась наибольшему антропогенному воздействию в Приморском крае, поэтому девственной растительности на её территории практически не сохранилось. Большая часть площади занята сельскохозяйственными угодьями — пашнями, залежами, выгонами, сенокосами и так далее. Для естественной растительности характерно сочетание лесного, лугового и болотного типов.
В числе распространённых степных растений: из злаков — типчак, тонконог, овсец Шелля, вострец ложнопырейный; из разнотравья — различные виды луков, лилий, ирисов, прострелов, астрагалов, остролодок, полыней, астр, ломонос шестилепестковый, пион белоцветковый, подмаренник жёлтый, скабиоза Фишера, пижма сибирская; из кустарников и деревьев — абрикос сибирский, яблоня Палласа, караганы, крушины, ива даурская и тонколистная, вяз приземистый и другие.
Древесная растительность представлена древесно-кустарниковыми зарослями, образованными низкорослым монгольским дубом, даурской берёзой и кустарниками — разнолистной лещиной и леспедецей. Местами, по скалистым склонам останцовых сопок, встречаются остатки рощ могильной сосны. Вдоль русел рек тянутся узкие ленты зарослей кустарниковых ив.
Побережье озера Ханка покрыто зарослями тростника, цицании, рогоза и других водно-болотных растений, которые образуют обширные плавни. В водоёмах, старицах и руслах рек развита разнообразная водная растительность, в том числе лотос, эвриала устрашающая, бразения пурпурная, водяной орех — чилим.
Равнинный характер поверхности и благоприятные почвенно-климатические условия привели к интенсивному развитию сельского хозяйства: сегодня на Приханкайской равнине выращиваются яровые зерновые культуры, овощи, картофель, а также соя, сахарная свёкла, рис, кукуруза, бахчевые и плодово-ягодные культуры, включая виноград.

## Животный мир
Для Приханкайской равнинной территории характерно распространение даурско-монгольской фауны, вплоть до отдельных биоценозов. Здесь водятся: даурский хомячок; из насекомых чешуекрылых — бархатница ликаон, желтушка аврора, луговой мотылёк, червонец огненный; из жуков — степной усач корнеед, шпанки и другие. На степных участках Ханки можно встретить такие характерные монгольские виды, как тиркушка восточная, жаба Радде и кобылка монгольская, а также особый подвида сибирского конька, гнездящегося в лесотундре и по таёжным болотам севера Сибири. Равнина отличается наличием особых группы ксерофилов, распространённых в пределах Северного Китая и Южного Дунбэя с прилегающими к нему районами Кореи и Юго-Западного Приморья. К ним относятся: горал, восточноазиатский синий каменный дрозд; бабочки — перламутровка пенелопа, перламутровка корейская, крепкоголовка Дикмана; усач можжевельниковый и кузнечик скальный.
|                  |  |                |  |                   |
| Даурский хомячок |  | Амурский горал |  | Червонец огненный |

Большим разнообразием отличается класс птиц, представленный более чем 400 видами. На равнине водятся: гагара, малая поганка, чомга, фрегат Ариель, большой баклан, большая выпь, амурский волчок, кваква, цапля, ибис, колпица, аист, казарки, гусь, пискулька, лебедь, огарь, клоктун, свиязь, шилохвост, широконоска, мандаринка, нырки, морянка, луток, коршун, ястреб, канюки, кречет, рябчик, куропатка, фазан, дрофа, зуек, хрустан, чибис, фифи, чернозобик, краснозобик, бекас, кроншнеп, веретенник, чайка, крачка, голубь, кукушка, сова, сыч, удод, дятлы, ласточка, трясогузка, кукша, сойка, камышевка, пеночка, соловей, московка, снегирь, овсянки и другие.
|                      |  |            |  |                   |
| Синий каменный дрозд |  | Мандаринки |  | Желтоклювая цапля |

Озеро Ханка и реки равнины богаты рыбой. Отмечены: калуга, амурский осётр, таймень, ленок, сиг-хадары, амурский сиг, амурская щука, чёрный амур, амурский язь, амурский гольян, гольян Чекановского, обыкновенный гольян, белый амур, узкоголовый краснопёр, троегуб, мелкочешуйный желтопёр, пескарь, уссурийский пескарь, ханкайский пескарь, пескарь-губач Черского, пескарь-лень, амурский носатый пескарь, китайский ящерный пескарь, конь-губач, пятнистый конь, чёрный амурский лещ, белый амурский лещ, верхогляд, горбушка, монгольский краснопёр, амурская острогрудка, уссурийская востробрюшка, колючий горчак, ханкайский колючий горчак, серебряный карась, сазан, желтощёк, толстолобик, восьмиусый голец, амурский вьюн, амурский сом, косатка-скрипун, косатка уссурийская, налим, змееголов, китайский окунь ауха, головешка и другие.

## Охраняемые природные территории
На территории равнины расположен государственный природный биосферный заповедник «Ханкайский». Занимает площадь 39 289 га, включает акваторию озера Ханка и его побережье. Заповедник учреждён 28 декабря 1990 года. В апреле 1996 года между Правительствами Российской Федерации и Китайской Народной Республикой подписано соглашение о создании на базе Ханкайского заповедника в России и китайского заповедника «Синкай-Ху» международного российско-китайского заповедника «Озеро Ханка». Территория разделена на 5 изолированных участков. 29 июня 2005 года в рамках программы ЮНЕСКО «Человек и биосфера» государственный природный заповедник «Ханкайский» включён в сеть биосферных резерватов мира.
На территории заповедника обитают 334 вида птиц, из них 140 видов гнездится в настоящее время, 44 вида занесены в Красную книгу России и 12 видов — в Международную Красную книгу. Численность птиц в пиковые сезоны миграции (апрель, октябрь) достигает 2 миллионов. Фауна млекопитающих насчитывает 29 видов постоянно живущих, 5 — периодически заходящих и 9-10 видов, присутствующих во время сезонных миграций. В озере Ханка обитает 74 вида рыб. На территории произрастает 49 редких и исчезающих видов растений.
На равнине расположено множество ботанических, гидрологических, геологических и комплексных памятников природы: в Михайловском районе — Берёзовая аллея, Лотосовое озеро, объект неживой природы «Чёрные Скалы»; в Анучинском — озеро Казённое и озеро Ореховое; в Кировском — озеро Курбатова и ближайшие озёра; в Октябрьском — возвышенность Фонтан, Галенковская дубовая роща, Галенковский парк, Горная пещера — искусственная выработка, Гранатовская дубовая роща, Ильичевская грибная роща, Калиновая роща, Новогеоргиевская абрикосовая роща и другие; в Пограничном — Голубичник, Грушевая падь, озеро Большое, озеро Щучье или Холодное, Падь Черёмуховая, речка Золотая, Сосновая роща; в Спасском — озеро Березовское, озеро Поспеловское, пещера Спасская; в Ханкайском — Дворянковский родник, Комиссаровская сосновая роща, мыс Девичьи пески, Новоселищенская сосновая роща и другие; в Черниговском — заросли зверобоя у села Горный хутор, лотосовое озеро Павленково, лотосовое озеро Сибирцевское, озеро Бересты, озеро Кривое, родник Майский, Синегайская сопка; в Яковлевском — озеро Большое и озеро Штаны; в Уссурийском городском округе — Барановский вулкан, Барсуковская роща, группа сосен «Погребальная», Раковская группа сосен «Погребальная».

## Население
Приханкайская равнинная территория — наиболее плотно заселённая часть Приморского края (около 450 тыс. человек). Средняя плотность населения здесь составляет около 10 чел./км². Примерно в центре равнины расположен её крупнейший город Уссурийск (население — 194 761 чел. на 2016 год). Также к крупнейшим населённым пунктам относят: города Дальнереченск, Лесозаводск и Спасск-Дальний; посёлки Лучегорск, Кировский, Хороль и Камень-Рыболов. В них сосредоточена большая часть населения.
В самом населённом, Уссурийском городском округе, на начало 2016 года проживало 194,8 тыс. человек, средняя плотность населения — 52,7 чел./км². Согласно итогам Всероссийской переписи населения 2010 года подавляющее большинство населения округа составляют русские — 91 %, за ними следуют корейцы (3 %) и украинцы (2,4 %). Также существенна доля и других народов: азербайджанцев, армян и татар, суммарно их доля в населении округа составляет 3,6 %.

## Транспорт
|                                             |  |                                                  |  |                                             |
| Станция Уссурийск Транссибирской магистрали |  | Федеральная трасса А370 в районе села Михайловка |  | Региональная дорога 05Н-100 в селе Осиновка |

Через Приханкайскую равнину проходят крупные транспортные коридоры. С севера на юг её пересекает Транссибирская магистраль. С востока на запад проложены железнодорожные ветки Сибирцево — Новокачалинск — Турий Рог (последний участок которой в настоящее время частично демонтирован и не эксплуатируется) и Уссурийск — Пограничный — Сосновая Падь.
В низменность проложена густая сеть автомобильных дорог районного значения. Через неё проходит федеральная трасса А370 «Уссури». В дополнение, вся территория покрыта дорогами местного значения без покрытия, грунтовыми дорогами, полевыми и лесными дорогами разной степени сохранности.
Через равнину проходит международный транспортный коридор «Приморье-1», существующий для контейнерных перевозок между северными провинциями Китая и странами Азиатско-Тихоокеанского региона. Маршрут соединяет порты Владивостока и Находки с китайскими Харбином и Суйфэньхэ железнодорожными и автодорогами. За 2015 год по нему было перевезено товаров общим весом 835,5 тонны брутто.

## Экономика

### Общее состояние
На территории Приханкайской равнины выделяют два экономических района: Бассейн озера Ханка и Уссурийский экономический район. Бассейн озера Ханка включает Михайловский, Анучинский, Кировский, Октябрьский, Пограничный, Спасский, Ханкайский, Хорольский, Черниговский и Яковлевский муниципальные районы. В Уссурийский экономический регион включён только Уссурийский городской округ.
ВРП Бассейна озера Ханка в 2014 году составил 47,19 млрд рублей (9 % ВРП Приморского края). Главная отрасль экономики района — сельское хозяйство, охота и лесное хозяйство (21 %), далее идут оптовая и розничная торговля (18 %), транспорт и связь (12 %), добыча полезных ископаемых (11 %), строительство (10 %), обрабатывающие производства (5 %), производство и распределение электроэнергии, воды и газа (4 %).
ВРП Уссурийского экономического района в 2014 году составил 57,70 млрд рублей. Уссурийск является вторым по важности экономическим центром Приморья, после Владивостока. Его удельный вес в обрабатывающих производствах составляет 11,8 % от общего краевого, в производстве и распределении электроэнергии, воды и газа — 8,8 %, в строительстве — 10,7 %, в обороте розничной торговли — 9,7 %, в инвестициях в основной капитал — 4,7 %.

### Сельское хозяйство

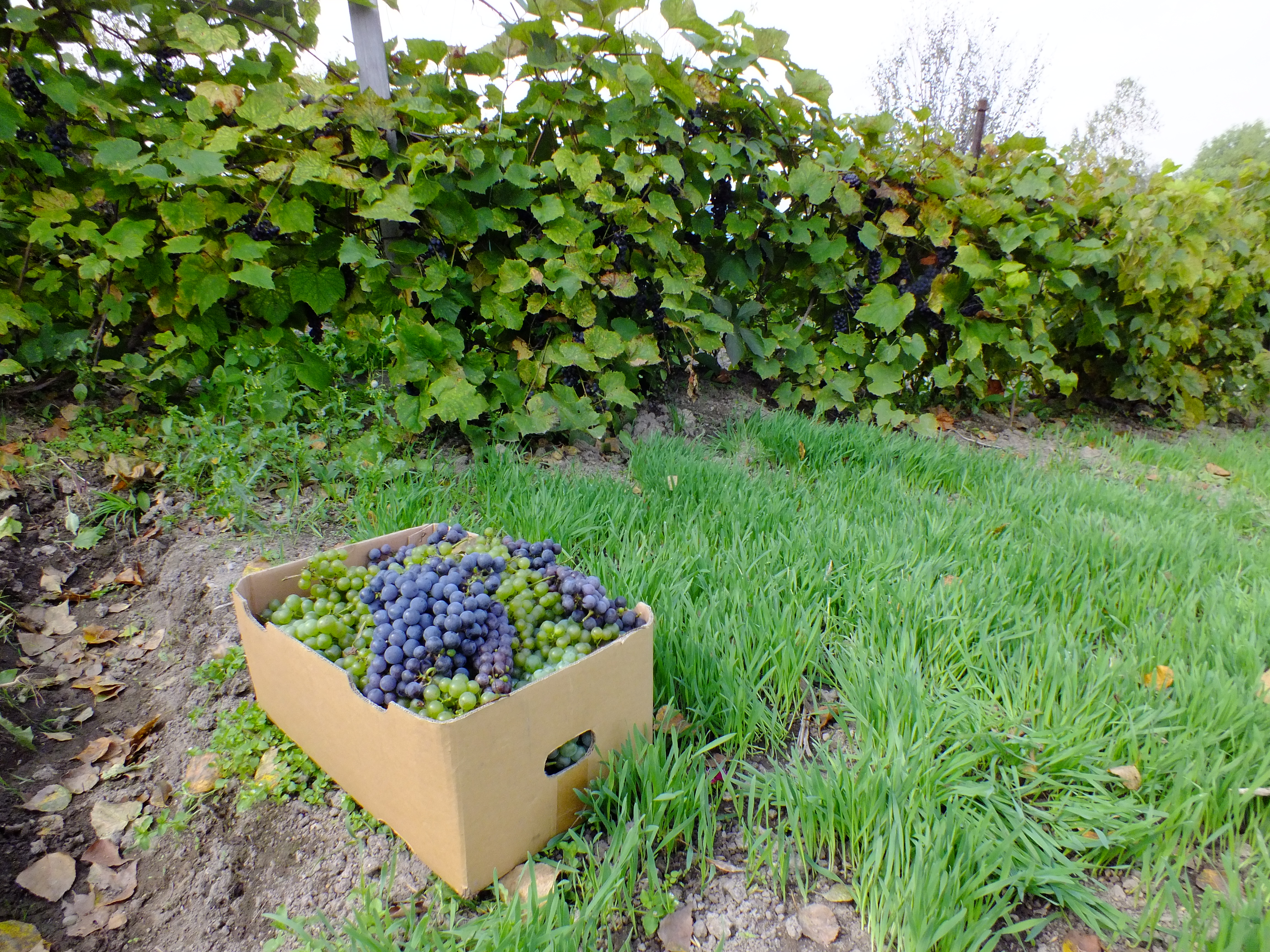
Почвы и климат равнины позволяют выращивать амурский виноград.

Приханкайская равнина — главный сельскохозяйственный район Приморского края. Выращиваются: рис, соя, пшеница, кукуруза, ячмень, овощи, картофель. На территории равнины выделяют два хозяйственных района: Среднеуссурийский и Ханкайский. Сельхозугодья в них занимают соответственно — 19 % и 36 % от общей площади. Распаханность угодий соответственно — 32-60 % и 50-69 %. В целом район включает около половины (47 %) пашни и более 60 % орошаемых земель Приморья (значительная часть последних приходится на рисовые поля).
Благодаря посевам на территории равнины Приморский край в 2015 году занимал второе место в стране по посевным площадям сои и риса, седьмое — по фасоли, десятое — по овощам, тринадцатое — по бахчевым культурам, двадцать пятое — по посевам гречихи. По валовому сбору в 2015 году регион занял: 3 место по соевым бобам (262 тыс. тонн), 4 место по рису (50,7 тыс. тонн), 9 место по фасоли (0,3 тыс. тонн), 12 место по бахчевым (5,6 тыс. тонн), 20-е по овощам (54,9 тыс. тонн).
На территории Уссурийского городского округа на 2015 год было зарегистрировано 144 сельскохозяйственных организаций и 200 индивидуальных предпринимателей, занятых в сельскохозяйственном производстве. Объём валовой продукции составил 2937,0 млн рублей. Растениеводство заняло более 60 % в общем валовом объёме производства. На начало января 2016 года поголовье крупного рогатого скота в хозяйствах всех категорий насчитывало 6745 голов, в том числе коров — 3334 голов. Поголовье овец и коз во всех категориях хозяйств составило 3484 голов. Уссурийский городской округ является лидером в Приморье по поголовью овец и коз и занимает второе место в разведении крупного рогатого скота и свиней.
В Спасском муниципальном районе в 2015 году было произведено сельхозпродукции на сумму: растениеводства — 1354,5 млн рублей, животноводства — 601,1 млн рублей. По видам произведённой продукции: пшеница (14,3 млн руб.), ячмень (2,4 млн), овёс (14,2 млн), кукуруза (171,8 млн), гречиха (0,5 млн), рис (133,2 млн), соя (532,7 млн), картофель (295,6), овощи (189,8 млн), молоко (208,6 млн), мясо (369,5 млн), яйца (23 млн). Поголовье крупного рогатого скота во всех категориях хозяйств составило — 4328 голов (94,0 % к соответствующему периоду 2014 года), в том числе поголовье коров — 2229 голов. Поголовье свиней в районе увеличилось в 7 раз по сравнению с 2014 годом и составило 31678 голов.
Объём производства в Кировском муниципальном районе в 2015 году составил 1020,2 млн руб. Район специализируется на выращивании зерновых, сои и овощей. В Михайловском муниципальном районе в 2015 году произведено продукции сельского хозяйства на сумму 2170 млн руб. В Хорольском — на сумму 2455,0 млн руб. В Черниговском — на сумму 1609,8 млн руб. В Ханкайском — 1605,1 млн рублей.

### Добыча полезных ископаемых
На территории Хорольского района ведётся добыча флюоритовой руды. Сырьевой базой района также являются следующие месторождения: Вознесенское и Пограничное — плавиковый шпат, Вознесенское — цинк, запасы бериллия и редких металлов, Пограничное и Вознесенское — танталониобиевые руды, Москаленковское — строительный камень, Тигровое — градиорит, Дачное — известняки. ООО «Ярославская горнорудная компания» (ранее — ООО «Русская горнорудная компания») является крупнейшим в России производителем плавикошпатового концентрата.
На территории Михайловского района ведётся добыча каменного угля. Два крупных промышленных предприятия по добыче угля: разрезоуправление «Новошахтинское» и ЗАО «Приморская Угольная Компания». В 1997 году начата разработка Раковского месторождения бурых углей. В 2005 году предприятие ООО «Дальтэкинвест» начало производство концентрата ценного химического элемента — германия, широко используемого в оборонной промышленности, оптико-волоконной связи, производстве посуды для СВЧ, упаковочного материала для пищевых продуктов. В Октябрьском районе развита добыча каменного угля (Липовецкое месторождение). Крупнейшее предприятие — шахтоуправление «Восточное» в посёлке Липовцы.